# Televiteatros
Los Televiteatros fueron un famoso conjunto de escenarios teatrales, ubicados en Avenida Cuauhtémoc, N. 19, esquina con Avenida Chapultepec, en la Colonia Roma, Delegación Cuauhtémoc, Ciudad de México. Propiedad de Televisa. Durante el Terremoto de México de 1985 sufrieron una fractura total, entre escombros y tragedia, dejaron de existir. En un momento todo el ambiente se llenó de tierra con color naranja, que era el color de los foros que se derrumbaron. Posterior a su reeconstrucción la empresa telefónica Telmex adquiere este espacio para renombrarlo a Centro Cultural Telmex, un nuevo conjunto de escenarios teatrales. Actualmente es llamado Centro Cultural Plaza Cuauhtemoc.
En 1988 la escritora Elena Poniatowska publica la crónica sobre el Terremoto de México de 1985. En su libro “Nada, nadie: las voces del temblor”, se menciona que los Televiteatros no eran de Televisa, sino que los tenían rentados porque empezaban con “Televi”, por eso parecía que eran de Televisa pero en realidad los alquilaban.

## Surgimiento
El teatro musical en México tuvo sus inicios a finales de los años 60, iniciando con montajes de obras musicales del clásico Old Broadway. En éstos montajes, se incluyeron producciones como: Gypsy, Violinista en el Tejado, Mame, La Novicia Rebelde, Sugar, Annie es un tiro, entre otras.
En los años 80 hubo un ligero decaimiento en el teatro musical mexicano, tal vez debido a la falta de productores interesados en invertir en este tipo de espectáculos. Nuevas obras y producciones fueron auspiciada por Televisa, que incluían gira nacional, la grabación de un casete y  con repartos originales, dando como resultado éxitos en las cartelera por varios meses.

## Historia
Fueron muchas las puestas en escena que se produjeron en este conjunto de escenarios. Para el arranque de las obras teatrales, como lo fue José El Soñador, que produjo la actriz, cantante y directora Julissa, en 1983, Televisa los financió y les brindó los Televiteatros, la razón social era: Televiteatro presenta. Se ubicaban donde ahora se levanta el Centro Cultural Telmex en Avenida Chapultepec y Cuauhtémoc, para que montaran los musicales.
A principios de los 80, Julissa levantó los Televiteatros que se ubicaban sobre Av. Chapultepec, con las obras musicales José El Soñador, dándole un orgullo profesional, aunque su trabajo de mayor éxito, en términos económicos, fue la presentación de Vaselina que protagonizaron los pequeños fundadores del grupo Timbiriche; pero el Terremoto de 1985 que sacudió a la ciudad los derrumbó.
En 1985 antes que el terremoto destruyera los Televiteatros, la actriz y cantante Lolita Cortés, actuaba a sus 14 años de edad como la narradora en el musical José El Soñador. Y 20 años después, pudo volver al mismo lugar, hoy Centro Cultural Telmex, para interpretar el mismo papel.

## Musicales
La siguiente es una lista de obras musicales que fueron producidas en este sitio:

### JOSÉ EL SOÑADOR(1983)[5]
Producción
- Televiteatro I y Teatro San Rafael, 1983 a 1985
- Montaje original para México
- Autores: Tim Rice y Andrew Lloyd Webber
- Título original: Joseph and the Amazing Technicolor Dreamcoat
- Dirección: Julissa y Manuel Gurría
- Traducción: Julissa
- Coreografía: Martin Allen
- Escenografía y vestuario: David Antón
- Dirección y arreglos musicales: Memo Méndez Guiú
- Dirección y arreglos vocales: Héctor Ortiz
- Iluminación: Rubén Piña
- Producción: Televiteatro y Julissa
- Género: Opera Pop basada en la historia de José y sus hermanos, Génesis 37 a 46

Elenco
- Guillermo Méndez …. José
- Manuel Landeta …. Levi/José
- Olga María … Narradora
- María del Sol …. Narradora
- Julissa …. Narradora
- Claudia Pizá …. Narradora
- Héctor Ortiz …. El Faraón
- Manuel Gurría …. Putifar
- Tomas Goros …. Rubén
- Juan Canedo …. Neftalí
- Xavier Ximenez …. Isacar
- Oscar Traven …. Copero/Ismaelita
- Edgar Flores …. Benjamín
- Dora Laura Liquidano…Mujer de Putifar
- Mario Bezares …. Simeón
- Gerardo Moscoso …. Jacob
- José Manuel Rejón …. Panadero/Ismaelita
- José Manuel Hage.…Aser
- Adrián Gómez …. Zabulón
- Aarón Montalvo.… Gad
- Manuel Martín …. Dan
- José Manuel Hernán …. Judá
- Enrique Mazín …. Guardia
- Francisco Orozco …. El Faraón
- Roberto Blandón … Guardia
- José Luis Acosta …. Rubén
- Felipe Lozano …. Guardia
- Martha Campos, Alejandra Espejo, Andaluz Russell, Liliana Barreto, Ivonne Téllez, Sol Portela, Martha P. Mayén, Elia Domenzain, Blanca Echeverría, Blanca Córdova.... Hebreas y Egipcias
- Rubén Amavisca …. Suplente

Temas musicales
- Obertura
- Alguien como tú
- Jacob y los hijos de Jacob
- José y su túnica multicolor
- Los sueños de José
- Pobre, pobre, pobre de José
- El cielo ya tiene otra estrella
- Putifar
- Cierren las puertas
- No pierdas la fe
- Un cuentodefaraones
- Pobre, pobre, pobre faraón
- La canción del rey
- La explicación del sueño
- A espantar a los cuervos
- Aquellos días de Canaan
- Los hermanos viajan a Egipto
- La súplica
- ¿Quién será el ladrón?
- El calipso de Benjamín
- El reencuentro
- Es mejor soñar

Reconocimientos
- El Heraldo a la Mejor Producción del Año
- Mejor Puesta en Escena por la Asociación Mexicana de Críticos de Teatro A.C.T.M.
- Mejor Producción en Comedia Musical por la Unión de Críticos y Cronistas de Teatro U.C.C.T.

### KUMAN(1984)
Primera Ópera Rock mexicana, es una historia tipo "Tarzan en el espacio" con el grupo Cristal y Acero.
Producción
- Cast Recording: Tatiana y Aron Montalvo (voz), Icar Smith (guitarra), Samuel Shapiro (tambores) y Carlos Ortega (batería).

Temas musicales
- Opening
- La dicha de comer
- Canto de negros
- Marry Anne
- Despacio
- Quién eres tú
- Él no es un animal
- Soy un hombre
- Rescate
- King caiman
- Seducción
- Somos como una canción
- Preludio final
- Despegue final

### VASELINA CON TIMBIRICHE(1984)
Producción
- Televiteatro I, 1984, Primera versión infantil (Vaselina con Timbiriche)[6]
- Título original: Grease
- Autores: Jim Jacobs y Warren Casey
- Coreografía: Martin Allen
- Dirección y traducción: Julissa
- Dirección Musical: Samuel Sarzosa y Héctor Ortiz
- Producción: Luis de Llano Macedo y Televiteatros
- Escenografía: David Antón
- Vestuario: Rita Macedo
- Iluminación: Alejandro Reyes

Elenco
- Benny Ibarra (Danny Seco)
- Sasha Sokol (Sandy)
- Diego Schoening (Kiko)
- Mariana Garza (Sonia)
- Eduardo Capetillo (Lalo)
- Alix Bauer (Chiquis)
- Luis Enrique Guzmán (Tacho)
- Paulina Rubio (Licha)
- Alejandro Ibarra (Memo)
- Usi Velasco (Frenchy)
- Erik Rubín (Eugenio)
- Stephanie Salas (Paty)
- Mireya Ojeda (Seño Torres)
- Hector Suarez Gomis (Ricky Rockero)
- Martin Ávila (Johnny Casino)
- Vicente López Nadal (El Angel)
- Angélica Ruvalcaba (Cha Cha)

ENSAMBLE:
- Thalía, Edith Márquez, Lolita Cortés, Cecilia Tijerina, Rocío McDonel, Verónica Colibri, Begoña Gutiérrez, Jacinta Córdova, Mirtha F. Del Rio, Julie Álvarez, Gabriela Márquez, Alina Ostrosky, Raúl Lugo, José Antonio Noriega, Alberto Bezares, Mauricio Bello, Josu Garritz.

Temas musicales
- Alma Mater (Todos)
- El ratón (Todos)
- Noches de verano (Sasha y Benny)
- Amor primero (Alex)
- Freddy mi amor (Paulina)
- Rayo rebelde (Diego)
- Los tristones (Alix y Eduardo)
- Sandra Dee (Mariana)
- Iremos juntos (Todos)
- Baile escolar (Todos)
- Hay lluvia en la noche del baile (Sasha)
- El rock nació conmigo (Hector)
- Vuelve a la escuela (Erik)
- El autocinema (Benny)
- Reina de la fiesta (Benny)
- Cosas peores (Mariana)
- Reprise de Sandra Dee (Sasha)
- Flechado estoy (Sasha y Benny)

Reconocimientos
- Premio a Alex Ibarra como El Mejor Actor Infantil del Año otorgado por la Asociación Mexicana de Críticos de Teatro A.C.T.M.

### MAME(1983 a 1985)
Fue una clásica comedia musical donde la fabulosa actriz mexicana Silvia Pinal interpretó este personaje. Años antes la había montado ya en varias ocasiones, pero esta vez la acompañaron: María Rivas, Gustavo Rojo, Aída Pierce, Eduardo Palomo, Jorge Pais y “el niño” Cristian Castro.
Basada en la novela Auntie Mame de Patrick Dennis
Producción
- Jerome Laurence/Robert E. Lee
- Jarry Herman
- Patrick Dennis
- Berta Maldonado
- José Luis Ibañez
- Jorge Neri
- Martín Allen
- David Anton
- Antonio Muñoz
- José Luis Ibañez

Temas musicales
- Obertura (Orquesta)
- Ay tía, mi tía (Cristian Castro y Aída Pierce)
- Hoy es hoy (Silvia Pinal y compañía)
- Abre la ventana (Silvia Pinal, Cristian Castro y compañía)
- En una laguna en la luna (María Rivas y coro)
- Mi gran amor (Silvia Pinal y Cristian Castro)
- Hoy es nuestra Navidad (Silvia Pinal, Aida Pierce, Cristian Castro, Tachito y Gustavo Rojo)
- Entreacto (Orquesta)
- Mame (Gustavo Rojo, Jorge Pais y compañía)
- La carta (Cristian Castro y Eduardo Palomo)
- Uña y carne (Silvia Pinal y María Rivas)
- Canción de Petunia (Aida Pierce)
- Yo soy la juventud (Silvia Pinal y compañía)
- Pronto ha de volver (Silvia Pinal)
- Final (Silvia Pinal y compañía)

### CHESPIRITO-TITERE(1985)
En 1985 Roberto Gómez Bolaños "Chespirito" realiza la puesta en escena "Títere", anunciada como la aventura musical más tierna de todos los tiempos.
Comedia musical en dos actos, con libro, letra, música y canciones originales de Chespirito. Es una adaptación que hizo el cómico del cuento de Pinocho, logrando una de las obras más exitosas en la historia del teatro en México. Se presentó en la Ciudad de México por una larga temporada. Debido a su gran éxito la obra se fue de gira por gran parte de la República Mexicana.
Fue una obra teatral dirigida a toda la familia, las canciones eran acompañadas por estupendas coreografías donde se veía bailar a Florinda Meza, Angelines Fernández, Rodolfo Rodríguez, Ramiro Orci y Roberto Gómez Fernández, acompañados de un magnífico ballet.
Producción
- Dirección general: Roberto Gómez Bolaños
- Productor ejecutivo: Gabriel García
- Arreglos y dirección musical: Guillermo Gutiérrez Campos
- Discos Melody, 1985

Elenco
- Roberto Gómez Bolaños “Chespirito” …. José Grillo
- Florinda Meza …. Betel
- Rodolfo Rodríguez … Pinocho
- Raúl "Chato" Padilla …. Gepetto
- Angelines Fernández …. Hada Madrina
- Ramiro Orci …. Gato
- Roberto Gómez Fernández …. Ratón
- Horacio Gómez Bolaños …. Strómboli

Temas musicales
- Orquesta Sinfónica Nuevo Mundo, dirigida por Guillermo Gutiérrez Campos
- Coro Canto Novo (entre sus integrantes figuran los hermanos Gutiérrez Campoy, Laura Hevia, Ma. Fernanda Meade y Alejandra Avalos
- Obertura 1.er acto (Instrumental)
- Ser como se debe ser (Betel y Hada Madrina)
- El percance (Gato, Ratón y coros)
- Diferente (José Grillo y coros)
- Títere (Gepetto)
- Títere 2.ª versión (Pinocho y Betel)
- La vida (Betel y coros)
- Obertura 2º acto (Instrumental)
- Animo (José Grillo, Betel y coros)
- Torpe (Gato, Ratón y coros)
- Viva el teatro (Pinocho y coros)
- La sentencia (José Grillo, Strómboli, Gato, Ratón y coros)
- Final: La vida/Animo (Toda la compañía)

## Terremoto (México 1985)
El 19 de septiembre de 1985 a las 7:19, la periodista Lourdes Guerrero, conductora del noticiario "Hoy Mismo", mencionó 

«"está temblando, está temblando un poquitito, no se asusten, vamos a quedarnos, les doy la hora, 7 de la mañana dieci, ¡ah chihuahua!, siete de la mañana diecinueve minutos cuarenta y dos segundos tiempo del centro de México…”»

Cuando se abrió la toma, las lámparas del estudio se balanceaban cada vez más con intensidad.

«“…sigue temblando un poquitito, pero pues vamos a tomarlo con una gran tranquilidad, vamos a esperar un segundo para poder hablar..."»

De pronto, la señal del Canal 2 de Televisa salió del aire.

### La angustia del 19 de septiembre
- Jacobo Zabludovsky (Periodista)

En punto de las 7:19 a.m., por más de dos minutos, cuando se estremeció la tierra, la mañana del 19 de septiembre de 1985, el periodista Jacobo Zabludovsky al estar en su domicilio, inmediatamente trató de comunicarse a Televisa, pero le fue imposible. Su espíritu de reportero lo llevó a la calle.
En su automóvil, al llegar a la entrada del Bosque de Chapultepec, vio que el Ángel de la Independencia permanecía en lo alto de la columna, se percató de que ningún cristal del edificio del IMSS se había roto y ahí fue cuando se tranquilizó. Pero al llegar a la esquina de Chapultepec y Balderas su percepción fue otra, por primera vez en su vida, su ciudad, a la que considera como “su amiga”, estaba totalmente desolada, rota, asustada y con fuertes heridas. La única voz que relató aquella tragedia por medio de un teléfono personal expresó: 

«“Señoras y señores, estoy enfrente de mi casa, en donde he trabajado por años, en donde he pasado más horas de mi vida que en mi propia casa, y está totalmente destruida. Sólo espero que mis compañeros y amigos de trabajo estén bien, no es posible reconocer esta esquina...”»

Refiriéndose a las instalaciones de Televisa Chapultepec, que se derrumbaron luego del sismo de 8.1 grados en la escala de Richter que azotó la Ciudad de México. La cadena radiofónica W fue su medio de comunicación para entrevistar a los cientos y cientos de sobrevivientes quienes atemorizados sólo pensaban en sus familiares.
Los lujosos hoteles Continental, D'Carlo, Regis y Del Prado, el Cine Roble, el edificio Nuevo León de Tlatelolco, los multifamiliares Juárez, las fábricas de costura de San Antonio Abad y los hospitales Juárez, General y Centro Médico, así como los famosos Televiteatros que eran un conjunto de escenarios teatrales, fueron algunas de las majestuosas construcciones que fueron afectadas, cuando los sorprendió el peor desastre natural de la capital en su historia.
- Luis de Llano Macedo (Productor de televisión)

«“A mí me tocó cuando hacía un programa llamado “Videocosmos” y tenía cámaras portátiles con las que hacía la emisión, ésas mismas se las llevaron para levantar imágenes de lo que había pasado. Cuando vino el terremoto, todas las cámaras profesionales desaparecieron entre los escombros”.»

Indicó el productor de televisión Luis de Llano, quien con nostalgia, aseguró que junto con su padre, el productor Luis de Llano Palmer, entrevistaron al tenor Plácido Domingo, que perdió familiares en la Unidad Habitacional Tlatelolco.

«“Acabé de floor manager en el Foro 2, ayudando durante los días críticos, nos marcó mucho, tanto que un día agarré una cámara y recorrí Cuauhtémoc, Chapultepec, me metí a los Televiteatros, fue muy impactante en esos momentos, recuerdo los escombros, gritos y sobrevivientes. Vivimos una semana muy dura”, expresó De Llano.»

- Silvia Pinal (Actriz y productora de televisión)

En noches anteriores, la primera actriz Silvia Pinal dio una serie de funciones con la puesta en escena Mame, musical adquirido para México y cuyo éxito permitió que se montara en seis ocasiones, teniendo como resultado una larga temporada.

«“Fue impresionante lo que ocurrió, no tengo palabras, ha sido lo peor que he visto en mi vida, por suerte fue por la mañana”'»

enfatizó la actriz al recordar el suceso y quien, a raíz del movimiento telúrico, creó su programa Mujer, casos de la vida real, una emisión que brindó ayuda a muchos de los afectados manteniéndose al aire por más de 20 años después de su positiva respuesta.

«“Estábamos trabajando, empezando una telenovela que se llamaba "El ángel caído". Yo ni siquiera me enteré porque vivía en Tetelpan, entonces estaba el Canal 13 y el Canal 2 y yo vi que se fue el Canal 2, pero no pensé…, y llegué a trabajar en la tarde a Televisa San Ángel, donde tenía mi llamado, y me dijeron: ‘no, no, no, se cayó la antena’”, dijo Rebecca Jones.»

## Después del sismo
Actualmente la Ciudad de México tiene un nuevo recinto artístico, en el terreno donde se encontraba el famoso edificio, ubicado en la Avenida Cuauhtémoc #19, esquina con Avenida Chapultepec, en la Colonia Roma se construyó el inmueble del Centro Cultural Telmex, un espacio dispuesto a abrir sus puertas a cualquier tipo de manifestación escénica. Por sus características físicas y técnicas, en sus escenarios se pueden presentar desde una obra de teatro hasta un concierto masivo, con un cupo aproximado de 2, 200 personas en el recinto.
Cuando este lugar todavía se llamaba Teatros Alameda, la sala fue testigo del éxito de espectáculos de sólido prestigio internacional, como el Cirque Ingenieux, Forever Tango, Stomp y los Tap Dogs.
El Centro Cultural Telmex en colaboración con Ocesa Teatro ha sido sede de obras que han marcado historia: La Bella y la Bestia, El Fantasma de la Ópera, Slava’s Snow Show, Mayumaná y muchas más.
Fundado desde 1996 y modificado por última ocasión en 2003; este lugar alberga lo más avanzado en equipo de iluminación y sonido, el recinto cuenta con espacio para 2, 200 personas dando oportunidad de presentar desde puestas escénicas hasta grandes eventos musicales.